# Швебс, Генрих Иванович
Генрих Иванович Швебс (1 июня 1929, с. Раньково, Ленинградская область — 18 января 2003, Одесса) — географ, эниолог. Доктор географических наук (1972), профессор (1974). Государственная премия Украины (1993). Номинант на Нобелевскую премию 2001 года (2002). Награждён Юбилейной медалью Почета (The 2000 Millenium medal of honor, USA).

## Биография
Г. И. Швебс родился 1 июня 1929 года в с. Раньково в семье служащих. Жил и учился Г. И. Швебс в Валдае Новгородской области, затем — в Таллине, где закончил экстерном среднюю школу (1949), мореходное училище. В 1949 г. поступил в Одесский гидрометеорологический институт, который закончил в 1954 г. по специальности «гидрология суши», получил диплом с отличием и квалификацией инженера — гидролога. Защитил кандидатскую диссертацию в Киевском институте инженеров водного хозяйства на тему «Исследование динамики поверхностного смыва грунтов» (1959), в Москве — докторскую диссертацию «Формирование и оценка водной эрозии стока наносов (на примере Украины и Молдавии)» на соискание ученой степени доктора географических наук (1972). Получил ученое звание профессора (1974). Работал в Одесском гидрометеорологическом институте, занимал должности: ассистента, заведующего кафедрой, декана факультета (1956—1973), заведовал кафедрой физической географии и природопользования геолого-географического факультета Одесского государственного университета имени И. И. Мечникова (ныне — Одесский национальный университет имени И. И. Мечникова) (1973). Был проректором по научной работе Одесского государственного университета имени И. И. Мечникова (1975—1979). Г. И. Швебс умер 18 января 2003 года в Одессе.

## Научная деятельность
Научная деятельность Г. И. Швебса касается области оптимизации жизнедеятельности, охраны природы, социально-экологического обустройства общества, поиска нестандартных путей решения проблем человечества. Г. Швебс создал две научные школы: географических основ рационального использования почвенных ресурсов и водной эрозии, научной эзотерики — раздела эниологии. Член Географического общества (1954) и Общества почвоведов (1973). Возглавлял Одесский отдел Географического общества (1974—2003), член ученых советов Географического общества СССР, Украины. Входил в состав редакционных коллегий ряда научных издательств, например, «Украинской географической энциклопедии», член советов по защите диссертаций и экспертного совета ВАК Украины (1991). Стажировался в Болгарии (1971). Принимал участие в научных конференциях в Венгрии (1984), Болгарии (1989), Голландии (1993). Автор около 300 научных трудов, которые включают 11 монографий, 5 учебников и учебных пособий.

## Труды
- Формирование водной эрозии стока наносов и их оценка: на примере Украины и Молдавии / Г. И. Швебс. — Л. : Гидрометеоиздат, 1974. — 184 с.
- Природа Одесской области: Ресурсы, их использование и охрана / под ред. Г. И. Швебса, Ю. А. Амброз. — Киев ; Одесса, 1979. — 143 с.
- Научные основы прогнозирования и система предупреждения эрозионных процессов / М. И. Догилевич, Г. И. Швебс, И. Г. Зыков. — М. : Колос, 1992. — 147 с.
- Основы ландшафтно-экологического земледелия / Г. И. Швебс, А. Н. Каштанов, Ф. Н. Лисецкий. — М. : Колос, 1994. — 127 с.
- Не только о прошлом... / Г. И. Швебс // Времена и годы : воспоминания ветеранов войны и труда Одесского университета / ОНУ им. И. И. Мечникова ; редкол.: М. Е. Раковский [и др.]. – Одесса : Астропринт, 1999. — Вып. 2. — С. 141—148.
- Алхимия земледелия: краткий энциклопедический словарь по эниологии : уч. пособ. / гл. ред. Г. И. Швебс. — Одесса : ЭНИО, 2001. — 144 с.